# Воїнова Мар'яна
Мар'яна Воїнова (англ. Mariana Voinova, нар. 28 грудня 1987, Львів) — українська модель, співвласниця сімейного бізнесу.

## Біографія
Народилася у Львові. У 16 років була записана в модельну школу. З того часу почала працювати в українських і зарубіжних проєктах, на подіумах UFW, LFW, а також на конкурсах краси, де представляла рідне місто Львів.
2007 року Воїнова покинула модельний бізнес і отримала другу вищу освіту мистецтвознавиці в Академії мистецтв Києво-Печерської лаври.
У 2008 році одружилася і жила в різних містах Європи.
У 2011 році народила сина.
З 2014 року основним місцем проживання став Київ, де Мар'яна спільно із чоловіком займалася створенням і розвитком сімейної компанії. Займається цим і донині.
Захоплюється подорожами, побувала в понад 30 країнах світу. Займається спортом і веде активний спосіб життя.

## Кар'єра
Після повернення до столиці України Мар'яну Воїнову знову почали запрошувати до співпраці з агентствами та брендами як модель.
У 2015 році в рамках арт-фотопроєкту CELEBRITY Воїнова «перевтілилася» в Елізабет Тейлор.
З 2016 року запрошена співпрацювати з виданням Dream House, де виступала як продюсерка зйомок і travel-експертка авторських статей (огляд міжнародної нерухомості, інвестиції тощо).
2017 року з'явилася на обкладинці журналу FPost.
Портал StarLife назвав ім'я Воїнової в числі топ-5 найпопулярніших інстаграм-блогерів 2017 року, серед яких також були Олена Пермінова, Джоанна Емма Олссон, Negin Mirsalehi і Erica Hoida.
Співпрацювала з топовими глянцевими й онлайн-виданнями України, зокрема Vogue, Elle, Harper's Bazaar, L'Officiel.
У 2017 році головний офіс ювелірного бренду Faberge, що знаходиться в Лондоні, звернув увагу на Воїнову у фотозйомці для «L'Officiel Україна». Навесні того ж року вона стала запрошеною амбасадоркою ювелірного дому. Воїнова виступає як обличчя колекцій, ідейна натхненниця зйомок і продюсерка.
Із жовтня 2017 року вперше в рекламній кампанії ювелірний дім Faberge презентував чоловічу і жіночу лінії одночасно. Обличчям марки чоловічої колекції виступив швед Філіп Вульф (Filip Wolfe), а обличчям жіночої колекції стала Мар'яна Воїнова. Зйомки проходили в Лондоні.
Влітку 2018 року Воїнова як головна модель брала участь у зйомці рекламної кампанії італійського бренду Rocco Ragni.
Відразу ж за цією рекламною кампанією виходить серія весільних кампейнів для столичного весільного бутика і легендарного дому Zuhair Murad, в якій також бере участь Мар'яна Воїнова.
З літа 2018 року Мар'яна Воїнова є обличчям французького кутюр'є Christophe Guillarmé і у червні в Парижі здійснила фотозйомку для рекламної кампанії цього бренда.